# Adis Hodžić
Adis Hodžić, slovenski nogometaš, * 16. januar 1999.
Hodžić je profesionalni nogometaš, ki igra na položaju branilca. Od leta 2024 je član slovenska kluba Gorica. Ped tem je igral za slovenska kluba Maribor in Krka, španski Águilas in romunski Brașov. Skupno je v prvi slovenski ligi odigral 64 tekem in dosegel tri gole. Bil je tudi član slovenske reprezentance do 16, 17, 18, 19 in 21 let.